# Политические партии Сомалиленда
В Сомалиленде после того, как конституция была одобрена всенародным голосованием в мае 2001 года, а августе того же года был принят закон, разрешающий создание «политической организации». С точки зрения предотвращения конфликтов между кланами, только политические организации, получившие 20% или более голосов, по крайней мере, в 4 из 6 регионов, будут избираться на национальном уровне. Положение о разрешении в качестве партии, которая может участвовать, включено в закон о выборах.
C 2003 года в Сомалиленде существует многопартийная система с ограничением по конституции тремя официальными партиями. Одна партия не может захватить полностью власть в парламенте, поэтому партии вынуждены сформировать коалиционное правительство.
До муниципальных выборов 2002 года в Сомалиленде количество партий было гораздо больше.

## Партии
| Текущие партии                               | Текущие партии                               | Текущие партии               | Текущие партии     |
| Название                                     | Идеология                                    | Лидер                        | Места в парламенте |
| -------------------------------------------- | -------------------------------------------- | ---------------------------- | ------------------ |
| Ваддани                                      | популизм, исламская демократия               | Абдирахман Мохамед Абдуллахи | 31 из 82           |
| Партия мира, единства и развития             | социал-либерализм                            | Муса Бехи Абди               | 28 из 82           |
| Партия справедливости и благоденствия        | демократический социализм, социал-демократия | Фейсал Али Варабе            | 21 из 82           |
| Ранее существовавшие партии                  |                                              |                              |                    |
| Объединённая народная демократическая партия | национализм, исламская демократия            | Дахир Риял Кахин             | 0 из 82            |